# 吴正有
吴正有（1956年—），男性，湖南保靖人，苗族，中共党员，中华人民共和国政治人物、第十二届全国人民代表大会湖南地区代表。

## 生平
吴正有毕业于吉首大学中文专业。曾担任中共吉首市委副书记，在此期间，他因为对市内教育发展做出贡献，于1997年4月获中共湖南省委、省人民政府表彰为湖南省“教育功臣”，后出任中共湘西民族职业技术学院党委书记。2008年至2013年，首次担任全国人大代表，并于2013年连任一届。